# El llanto
 El llanto  es una película de Argentina filmada en colores dirigida por Hernán Fernández sobre su propio guion escrito en colaboración Franco Scappatura que se estrenó el 15 de agosto de 2019 y tuvo como actores principales a Sonia Ortiz, Flavia Acosta, Elías Aguirre y Eustaquio Solís. Es el primer largometraje del director, fue filmada en Primer Ingenio Correntino, un pueblo a veinte kilómetros de la ciudad de Corrientes y formó parte de la competencia nacional del Festival Internacional de Cine de Mar del Plata.

## Sinopsis
Un hombre joven deja su mujer embarazada en un pequeño pueblo y va a buscar trabajo a Buenos Aires. La película narra la espera de la mujer mientras aguarda noticias de su pareja en su precario rancho en el medio de la nada -la película fue filmada en Primer Ingenio Correntino, un pueblo a veinte kilómetros de la ciudad de Corrientes sin electricidad, agua corriente, telefonía.

## Reparto
Colaboraron en el filme actuando como ellos mismos:
- Sonia Ortiz
- Flavia Acosta
- Elías Aguirre
- Eustaquio Solís
- Fanny Winkler
- Yanina Fernández
- Sebastián López

## Críticas
Gaspar Zimerman en Clarín opinó:

”…no tiene grandes pretensiones ni otorga concesiones al espectador…La economía narrativa es el sello de esta película de espera. No hay casi diálogos y la mayor parte de las escenas son largas tomas con cámara fija. Un largo viaje en una camioneta que transporta a tres mujeres que no se dirigen la palabra; una mujer lavando la ropa; un hombre mirando una pelea de boxeo por televisión. Hernán Fernández no teme aburrirnos; es más, se diría que se lo propone. Cuenta a través de las sensaciones que provoca: tedio, monotonía, apatía…Los no-actores que integran el elenco no deben hacer grandes esfuerzos por parecer naturales: en esta ficción de observación, donde cada detalle dice más que los personajes, la frontera con el documental está borroneada y el drama casi no tiene disfraces.”

Diego Brodersen en Página 12 escribió:

”… ópera prima de ficción…enraizada en la tradición más minimalista del cine contemporáneo. Un minimalismo hecho de gestos y miradas, de costumbres y rituales cotidianos (y, por lo tanto, de repeticiones), de conflictos que comienzan a aflorar con el correr de los minutos y casi nunca son explicitados por el diálogo….es, en gran medida, una película de mujeres, aunque la presencia de un hombre en particular se sienta aún más, paradójicamente, por su ausencia en el relato. …En esos ritmos repetitivos y, por momentos, monótonos, Hernández arriesga y logra salir relativamente airoso: los encuadres minuciosos de los espacios interiores logran transmitir cierta desesperación, pautada por la creciente sospecha de la protagonista de que los anhelos personales pueden no coincidir con la realidad...termina..., más temprano que tarde, ahogando a la película misma en un callejón formal sin salida: no hay mucho más que aquello se ve y se oye. Esa falta de ambiciones en la descripción de Sonia y sus días termina transformando a El llanto en un ejercicio de estilo correcto e incluso eficaz pero, en última instancia, algo estéril.”